# Vingt-cinquième district congressionnel de Californie
Le 25e district congressionnel de Californie est un district du de l'État de Californie. Le district est actuellement représenté par le Démocrate Raul Ruiz.
Le district comprend tout le Comté d'Imperial et des parties du Comté de Riverside et du Comté de San Bernardino. Les villes du nouveau 25e district comprennent Cathedral City, Indio, Coachella, El Centro, Calexico, San Jacinto, Hemet et Needles. La plupart des parties à majorité latino de la Vallée de Coachella se trouvent dans le 25e district, tandis que le reste de la vallée se trouve dans le 41e district.

## Démographie
Selon les outils de profil des électeurs de l'APM Research Lab (avec l'enquête sur la communauté américaine de 2019 du Bureau du recensement des États-Unis), le district comptait environ 491 000 électeurs potentiels (citoyens, âgés de 18 ans et plus). Parmi eux, 44 % sont blancs, 34 % latinos, 10 % noirs et 9 % asiatiques. Les immigrés représentent 17% des électeurs potentiels du district. Le revenu médian des ménages (avec un ou plusieurs électeurs potentiels) dans le district est d'environ 86 600 $, tandis que 9% des ménages vivent en dessous du seuil de pauvreté. 12% des résidents de 25 ans et plus n'ont pas de diplôme d'études secondaires, tandis que 26% détiennent un baccalauréat ou plus.

## Géographie
| #  | Comté          | Siège          | Population |
| -- | -------------- | -------------- | ---------- |
| 25 | Impérial       | El Centro      | 179 057    |
| 65 | Riverside      | Riverside      | 2 492 442  |
| 71 | San Bernardino | San Bernardino | 2 195 611  |

Depuis le redécoupage de 2020, le 25e district congressionnel de Californie est situé dans le Désert de Mojave. Il englobe le Comté d'Impérial, la majeure partie du Comté de Riverside et la limite est de San Bernardino. Le district couvre l'intégralité de la frontière Arizona-Californie.
Le comté de Riverside est divisé entre ce district et le 41e district. Ils sont séparés par Terwillinger Rd, Bailey Rd, Candelaria, Elder Creek Rd, Bonny Ln, Tule Peak Rd, Eastgate Trail, Goldrush Rd, Rule Valley Rd, Laura Ln, Dove Dr, Lago Grande, Barbara Trail, Valley Dr, Foolish Pleasure Rd, Highway 371, Gelding Way, Puckit Dr, Indian Rd, Wellman Rd, El Toro Rd, Burnt Valley Rd, Cahuilla Rd, Highway 74, Bull Canyon Rd, Santa Rosa-San Jacinto Mountains National Monument, Fred Waring Dr, Washington St, Highway 10, Davall Dr, Dinah Shore Dr, Plumley Rd, Gerald Ford Dr, E Ramon Rd, San Luis Rey Dr, San Joaquin Dr, Clubhouse View Dr, Mount San Jacinto State Park, Azalea Creek, Black Mountain Trail, Highway 243, North Fork San Jacinto River, Stetson Ave, Hemet St, Cornell St, Girard St, E Newport Rd, Domenigoni Parkway, Leon Rd, Grand Ave, State Highway 74, California Ave, W Devonshire Ave, Warren Rd, Ramona Expressway, San Jacinto River, Highway 79, Oak Valley Parkway, Champions Dr, Union St, Brookside Ave. Le 25e district englobe les villes de Coachella, Banning, Desert Hot Springs, Indio, San Jacinto, Hemet, Beaumont, Blythe et Cathedral City en plus des census-designated places de Valle Vista, East Hernet, Winchester, Cabazon, Whitewater, Desert Edge, Sky Valley, Thousand Palms, Indio Hills, Desert Palms, Bermuda Dunes, Vista Santa Rosa, Thermal, Oasis, Mecca, North Shore, Desert Center, Mesa Verde et Ripley.

### Villes et census-designated places de 10 000 habitants ou plus
- Hemet - 89 833
- Indio - 89 137
- San Jacinto - 53 898
- Beaumont - 53 036
- Cathedral City - 51 493
- El Centro - 44 322
- Coachella - 41 941
- Calexico - 38 633
- Desert Hot Springs - 32 512
- Banning - 29 505
- Brawley - 26 416
- East Hemet - 19 432
- Valle Vista - 19 072
- Imperial - 18 631
- Blythe - 18 317

### Ville de 2500 à 10 000 personnes
- Bermuda Dunes - 8244
- Mecca - 8219
- Thousand Palms - 7967
- Garnet - 7118
- Heber - 6896
- Desert Palms - 6686
- Calipatria - 6515
- Holtville - 5605
- Salton City - 5155
- Needles - 4959
- Oasis - 4468
- Desert Edge - 4180
- North Shore - 3585
- Winchester - 3068
- Thermal - 2700
- Cabazon - 2629
- Vista Santa Rosa - 2607

## Historique de vote
| Année | Poste      | Résultats                      |
| ----- | ---------- | ------------------------------ |
| 1992  | Président  | Bush 39,0% - 36,1%             |
| 1992  | Sénateur   | Herschensohn 53,9 % - 36,6 %   |
| 1992  | Sénateur   | Seymour 47,9 % - 43,1 %        |
| 1994  | Sénateur   | Huffington 57,5 % - 34,1 %     |
| 1994  | Gouverneur | Wilson 67,2 % - 28,7 %         |
| 1996  | Président  | Dole 47,2 % - 41,0 %           |
| 1998  | Sénateur   | Fong 52,7 % - 43,4 %           |
| 1998  | Gouverneur | Davis 49,5 % - 47,5 %          |
| 2000  | Président  | Bush 51,4 % - 44,7 %           |
| 2000  | Sénateur   | Feinstein 47,0 % - 46,2 %      |
| 2002  | Gouverneur | Simon 57,5 % - 34,3 %          |
| 2003  | Rappel,    | Oui 74,5 % - 25,5 %            |
| 2003  | Rappel,    | Schwarzenegger 66,2 % - 16,2 % |
| 2004  | Président  | Bush 58,5 % - 39,9 %           |
| 2004  | Sénateur   | Jones 49,3 % - 45,6 %          |
| 2006  | Gouverneur | Schwarzenegger 66,4 % - 28,5 % |
| 2006  | Sénateur   | Mountjoy 49,5 % - 45,2 %       |
| 2008  | Président  | Obama 49,4 % - 48,3 %          |
| 2010  | Gouverneur | Whitman 50,9 % - 41,4 %        |
| 2010  | Sénateur   | Fiorina 54,0 % - 38,9 %        |
| 2012  | Président  | Romney 49.7 - 47.8%            |
| 2012  | Sénateur   | Emken 50,8 % - 49,2 %          |
| 2014  | Gouverneur | Kashkari 57,2 % - 42,8 %       |
| 2016  | Président  | Clinton 50,3 % - 43,6 %        |
| 2016  | Sénateur   | Harris 60,1 % - 39,9 %         |
| 2018  | Gouverneur | Newsom 51,1 % - 48,9 %         |
| 2018  | Sénateur   | de Leon 50,3 % - 49,7 %        |
| 2020  | Président  | Biden 54,0 % - 43,9 %          |
| 2021  | Rappel     | Oui 51,0 % - 49,0 %            |
| 2022  | Gouverneur | Newsom 52,5 % - 47,5 %         |
| 2022  | Sénateur   | Padilla 54,6 % - 45,4 %        |

## Liste des représentants du district
| Membre                          | Parti       | Années                           | Congrès     | Histoire électorale | Zone géographique |
| ------------------------------- | ----------- | -------------------------------- | ----------- | --- | --- |
| District créé le 3 janvier 1953 |             |                                  |             | | |
| Patrick J. Hillings             | Républicain | 3 janvier 1953 - 3 janvier 1959  | 83e - 85e   | Redécoupage depuis le 12e district et réélu en 1952. Réélu en 1954. Réélu en 1956. Retrait pour se présenter comme Ministre de la Justice de Californie.                              | 1953–1967 Los Angeles |
| George A. Kasem (en)            | Démocrate   | 3 janvier 1959 - 3 janvier 1961  | 86e         | Élu en 1958. Perds sa réélection. | 1953–1967 Los Angeles |
| John H. Rousselot (en)          | Républicain | 3 janvier 1961 - 3 janvier 1963  | 87e         | Élu en 1960. Perds sa réélection. | 1953–1967 Los Angeles |
| Ronald B. Cameron (en)          | Démocrate   | 3 janvier 1963 - 3 janvier 1967  | 88e - 89e   | Élu en 1962. Réélu en 1964. Perds sa réélection. | 1953–1967 Los Angeles |
| Charles E. Wiggins (en)         | Républicain | 3 janvier 1967 - 3 janvier 1975  | 90e - 93e   | Élu en 1966. Réélu en 1968. Réélu en 1970. Réélu en 1972. Redécoupage vers le 39e district.                                                                                           | 1967–1973 Los Angeles, Orange |
| Charles E. Wiggins (en)         | Républicain | 3 janvier 1967 - 3 janvier 1975  | 90e - 93e   | Élu en 1966. Réélu en 1968. Réélu en 1970. Réélu en 1972. Redécoupage vers le 39e district.                                                                                           | 1973–1983 Los Angeles |
| Edward R. Roybal (en)           | Démocrate   | 3 janvier 1975 - 3 janvier 1993  | 94e - 102e  | Redécoupage depuis le 30e district et réélu en 1974. Réélu en 1976. Réélu en 1978. Réélu en 1980. Réélu en 1982. Réélu en 1984. Réélu en 1986. Réélu en 1988. Réélu en 1990. Retrait. | |
| Edward R. Roybal (en)           | Démocrate   | 3 janvier 1975 - 3 janvier 1993  | 94e - 102e  | Redécoupage depuis le 30e district et réélu en 1974. Réélu en 1976. Réélu en 1978. Réélu en 1980. Réélu en 1982. Réélu en 1984. Réélu en 1986. Réélu en 1988. Réélu en 1990. Retrait. | 1983–1993 Los Angeles (Parties Centrale et Est) |
| Buck McKeon (en)                | Républicain | 3 janvier 1993 - 3 janvier 2015  | 103e - 113e | Élu en 1992. Réélu en 1994. Réélu en 1996. Réélu en 1998. Réélu en 2000. Réélu en 2002. Réélu en 2004. Réélu en 2006. Réélu en 2008. Réélu en 2010. Réélu en 2012. Retrait.           | 1993–2003 Los Angeles (Partie Nord) |
| Buck McKeon (en)                | Républicain | 3 janvier 1993 - 3 janvier 2015  | 103e - 113e | Élu en 1992. Réélu en 1994. Réélu en 1996. Réélu en 1998. Réélu en 2000. Réélu en 2002. Réélu en 2004. Réélu en 2006. Réélu en 2008. Réélu en 2010. Réélu en 2012. Retrait.           | 2003–2013 Inyo, Los Angeles (Partie Nord), Mono, San Bernardino (Partie Nord-Ouest) |
| Buck McKeon (en)                | Républicain | 3 janvier 1993 - 3 janvier 2015  | 103e - 113e | Élu en 1992. Réélu en 1994. Réélu en 1996. Réélu en 1998. Réélu en 2000. Réélu en 2002. Réélu en 2004. Réélu en 2006. Réélu en 2008. Réélu en 2010. Réélu en 2012. Retrait.           | 2013–2023 Los Angeles (Partie Nord) incluant Palmadale et Santa Clarita, Ventura (Partie Nord-Est) incluant Simi Valley |
| Steve Knight                    | Républicain | 3 janvier 2015 - 3 janvier 2019  | 114e , 115e | Élu en 2014. Réélu en 2016. Perds sa réélection. | |
| Katie Hill                      | Démocrate   | 3 janvier 2019 - 3 novembre 2019 | 116e        | Élue en 2018. Démissionne. | |
| Vacant                          | Vacant      | 3 novembre 2019 - 12 mai 2020    | 116e - 117e | | |
| Mike Garcia                     | Républicain | 12 mai 2020 - 3 janvier 2023     | 116e - 117e | Élu pour terminer le mandat de Hill. Réélu en 2020. Redécoupage vers le 27e district.                                                                                                 | |
| Raul Ruiz                       | Démocrate   | 3 janvier 2023 - en cours        | 118e - 119e | Redécoupage depuis le 36e district. Réélu en 2022. Réélu en 2024. | 2023–Présent Indio, Coachella, Desert Hot Springs, Cathedral City, San Jacinto, Hemet, Needles, la moitié du lycée Rancho Mirage (moitié nord), Vallée de Coachella, la région de Palm Springs et El Centro dans le désert du Colorado |

## Résultat des récentes élections
Voici les résultats des dix précédents cycle électoraux dans le district.

### 2004
| Élection de 2004 du 25e district congressionnel de Californie | Élection de 2004 du 25e district congressionnel de Californie | Élection de 2004 du 25e district congressionnel de Californie | Élection de 2004 du 25e district congressionnel de Californie | Élection de 2004 du 25e district congressionnel de Californie |
| ------------------------------------------------------------- | ------------------------------------------------------------- | ------------------------------------------------------------- | ------------------------------------------------------------- | ------------------------------------------------------------- |
| Parti                                                         | Parti                                                         | Candidat                                                      | Votes                                                         | %                                                             |
|                                                               | Républicain                                                   | Buck McKeon (en) (sortant)                                    | 145 575                                                       | 64,5                                                          |
|                                                               | Démocrate                                                     | Fred "Tim" Willoughby                                         | 80 395                                                        | 35,5                                                          |
| Total des votes                                               | Total des votes                                               | Total des votes                                               | 225 970                                                       | 100%                                                          |
|                                                               | Les Républicains conservent                                   |                                                               |                                                               |                                                               |

### 2006
| Élection de 2006 du 25e district congressionnel de Californie | Élection de 2006 du 25e district congressionnel de Californie | Élection de 2006 du 25e district congressionnel de Californie | Élection de 2006 du 25e district congressionnel de Californie | Élection de 2006 du 25e district congressionnel de Californie |
| ------------------------------------------------------------- | ------------------------------------------------------------- | ------------------------------------------------------------- | ------------------------------------------------------------- | ------------------------------------------------------------- |
| Parti                                                         | Parti                                                         | Candidat                                                      | Votes                                                         | %                                                             |
|                                                               | Républicain                                                   | Buck McKeon (en) (sortant)                                    | 93 987                                                        | 60,0                                                          |
|                                                               | Démocrate                                                     | Robert Rodriguez                                              | 55 913                                                        | 35,7                                                          |
|                                                               | Libertarien                                                   | David W. Erikson                                              | 6873                                                          | 4,3                                                           |
| Total des votes                                               | Total des votes                                               | Total des votes                                               | 156 773                                                       | 100%                                                          |
|                                                               | Les Républicains conservent                                   |                                                               |                                                               |                                                               |

### 2008
| Élection de 2008 du 25e district congressionnel de Californie | Élection de 2008 du 25e district congressionnel de Californie | Élection de 2008 du 25e district congressionnel de Californie | Élection de 2008 du 25e district congressionnel de Californie | Élection de 2008 du 25e district congressionnel de Californie |
| ------------------------------------------------------------- | ------------------------------------------------------------- | ------------------------------------------------------------- | ------------------------------------------------------------- | ------------------------------------------------------------- |
| Parti                                                         | Parti                                                         | Candidat                                                      | Votes                                                         | %                                                             |
|                                                               | Républicain                                                   | Buck McKeon (en) (sortant)                                    | 144 660                                                       | 57,73                                                         |
|                                                               | Démocrate                                                     | Jackie Conaway                                                | 105 929                                                       | 42,27                                                         |
| Total des votes                                               | Total des votes                                               | Total des votes                                               | 250 589                                                       | 100%                                                          |
|                                                               | Les Républicains conservent                                   |                                                               |                                                               |                                                               |

### 2010
| Élection de 2010 du 25e district congressionnel de Californie | Élection de 2010 du 25e district congressionnel de Californie | Élection de 2010 du 25e district congressionnel de Californie | Élection de 2010 du 25e district congressionnel de Californie | Élection de 2010 du 25e district congressionnel de Californie |
| ------------------------------------------------------------- | ------------------------------------------------------------- | ------------------------------------------------------------- | ------------------------------------------------------------- | ------------------------------------------------------------- |
| Parti                                                         | Parti                                                         | Candidat                                                      | Votes                                                         | %                                                             |
|                                                               | Républicain                                                   | Buck McKeon (en) (sortant)                                    | 118 308                                                       | 61,83                                                         |
|                                                               | Démocrate                                                     | Jackie Conaway                                                | 73 028                                                        | 38,17                                                         |
| Total des votes                                               | Total des votes                                               | Total des votes                                               | 191 336                                                       | 100%                                                          |
|                                                               | Les Républicains conservent                                   |                                                               |                                                               |                                                               |

### 2012
| Élection de 2012 du 25e district congressionnel de Californie | Élection de 2012 du 25e district congressionnel de Californie | Élection de 2012 du 25e district congressionnel de Californie | Élection de 2012 du 25e district congressionnel de Californie | Élection de 2012 du 25e district congressionnel de Californie |
| ------------------------------------------------------------- | ------------------------------------------------------------- | ------------------------------------------------------------- | ------------------------------------------------------------- | ------------------------------------------------------------- |
| Parti                                                         | Parti                                                         | Candidat                                                      | Votes                                                         | %                                                             |
|                                                               | Républicain                                                   | Buck McKeon (en) (sortant)                                    | 121 593                                                       | 53,2                                                          |
|                                                               | Démocrate                                                     | Lee Rogers                                                    | 106 982                                                       | 46,8                                                          |
| Total des votes                                               | Total des votes                                               | Total des votes                                               | 228 575                                                       | 100%                                                          |
|                                                               | Les Républicains conservent                                   |                                                               |                                                               |                                                               |

### 2014
| Élection de 2014 du 25e district congressionnel de Californie | Élection de 2014 du 25e district congressionnel de Californie | Élection de 2014 du 25e district congressionnel de Californie | Élection de 2014 du 25e district congressionnel de Californie | Élection de 2014 du 25e district congressionnel de Californie |
| ------------------------------------------------------------- | ------------------------------------------------------------- | ------------------------------------------------------------- | ------------------------------------------------------------- | ------------------------------------------------------------- |
| Parti                                                         | Parti                                                         | Candidat                                                      | Votes                                                         | %                                                             |
|                                                               | Républicain                                                   | Steve Knight                                                  | 60 847                                                        | 53,3                                                          |
|                                                               | Républicain                                                   | Tony Strickland                                               | 53 225                                                        | 46,7                                                          |
| Total des votes                                               | Total des votes                                               | Total des votes                                               | 114 072                                                       | 100%                                                          |
|                                                               | Les Républicains conservent                                   |                                                               |                                                               |                                                               |

### 2016
| Élection de 2016 du 25e district congressionnel de Californie | Élection de 2016 du 25e district congressionnel de Californie | Élection de 2016 du 25e district congressionnel de Californie | Élection de 2016 du 25e district congressionnel de Californie | Élection de 2016 du 25e district congressionnel de Californie |
| ------------------------------------------------------------- | ------------------------------------------------------------- | ------------------------------------------------------------- | ------------------------------------------------------------- | ------------------------------------------------------------- |
| Parti                                                         | Parti                                                         | Candidat                                                      | Votes                                                         | %                                                             |
|                                                               | Républicain                                                   | Steve Knight (sortant)                                        | 138 755                                                       | 53,1                                                          |
|                                                               | Démocrate                                                     | Bryan Caforio                                                 | 122 406                                                       | 46,9                                                          |
| Total des votes                                               | Total des votes                                               | Total des votes                                               | 261 161                                                       | 100%                                                          |
|                                                               | Les Républicains conservent                                   |                                                               |                                                               |                                                               |

### 2018
| Élection de 2018 du 25e district congressionnel de Californie | Élection de 2018 du 25e district congressionnel de Californie | Élection de 2018 du 25e district congressionnel de Californie | Élection de 2018 du 25e district congressionnel de Californie | Élection de 2018 du 25e district congressionnel de Californie |
| ------------------------------------------------------------- | ------------------------------------------------------------- | ------------------------------------------------------------- | ------------------------------------------------------------- | ------------------------------------------------------------- |
| Parti                                                         | Parti                                                         | Candidat                                                      | Votes                                                         | %                                                             |
|                                                               | Démocrate                                                     | Katie Hill                                                    | 133 209                                                       | 54,4                                                          |
|                                                               | Républicain                                                   | Steve Knight (sortant)                                        | 111 813                                                       | 45,6                                                          |
| Total des votes                                               | Total des votes                                               | Total des votes                                               | 245 022                                                       | 100%                                                          |
|                                                               | Les Démocrates prennent aux Républicains                      |                                                               |                                                               |                                                               |

### 2020 (Spéciale)
| Élection Spéciale de 2020 du 25e district congressionnel de Californie, | Élection Spéciale de 2020 du 25e district congressionnel de Californie, | Élection Spéciale de 2020 du 25e district congressionnel de Californie, | Élection Spéciale de 2020 du 25e district congressionnel de Californie, | Élection Spéciale de 2020 du 25e district congressionnel de Californie, |
| ----------------------------------------------------------------------- | ----------------------------------------------------------------------- | ----------------------------------------------------------------------- | ----------------------------------------------------------------------- | ----------------------------------------------------------------------- |
| Parti                                                                   | Parti                                                                   | Candidat                                                                | Votes                                                                   | %                                                                       |
|                                                                         | Républicain                                                             | Mike Garcia                                                             | 95 383                                                                  | 54,9                                                                    |
|                                                                         | Démocrate                                                               | Christy Smith                                                           | 78 406                                                                  | 45,1                                                                    |
| Total des votes                                                         | Total des votes                                                         | Total des votes                                                         | 173 868                                                                 | 100%                                                                    |
|                                                                         | Les Républicains prennent aux Démocrates                                |                                                                         |                                                                         |                                                                         |

### 2020 (Régulière)
| Élection de 2020 du 25e district congressionnel de Californie | Élection de 2020 du 25e district congressionnel de Californie | Élection de 2020 du 25e district congressionnel de Californie | Élection de 2020 du 25e district congressionnel de Californie | Élection de 2020 du 25e district congressionnel de Californie |
| ------------------------------------------------------------- | ------------------------------------------------------------- | ------------------------------------------------------------- | ------------------------------------------------------------- | ------------------------------------------------------------- |
| Parti                                                         | Parti                                                         | Candidat                                                      | Votes                                                         | %                                                             |
|                                                               | Républicain                                                   | Mike Garcia (sortant)                                         | 169 638                                                       | 50,05                                                         |
|                                                               | Démocrate                                                     | Christy Smith                                                 | 169 305                                                       | 49,95                                                         |
| Total des votes                                               | Total des votes                                               | Total des votes                                               | 261 161                                                       | 100%                                                          |
|                                                               | Les Républicains conservent                                   |                                                               |                                                               |                                                               |

### 2022
La Californie a tenu sa Primaire Jungle le 7 juin 2022, selon ce système de Primaire, tous les candidats sont sur le même bulletin de vote, et les deux arrivés en tête s'affronteront le jour de l'Élection Générale, à savoir le 8 novembre 2022.
| Primaire Jungle 2022 du 25e district congressionnel de Californie | Primaire Jungle 2022 du 25e district congressionnel de Californie | Primaire Jungle 2022 du 25e district congressionnel de Californie | Primaire Jungle 2022 du 25e district congressionnel de Californie | Primaire Jungle 2022 du 25e district congressionnel de Californie |
| ----------------------------------------------------------------- | ----------------------------------------------------------------- | ----------------------------------------------------------------- | ----------------------------------------------------------------- | ----------------------------------------------------------------- |
| Parti                                                             | Parti                                                             | Candidat                                                          | Votes                                                             | %                                                                 |
|                                                                   | Démocrate                                                         | Raul Ruiz                                                         | 55 315                                                            | 56,4                                                              |
|                                                                   | Républicain                                                       | Brian Hawkins                                                     | 16 085                                                            | 16,4                                                              |
|                                                                   | Républicain                                                       | Brian Tyson                                                       | 14 186                                                            | 14,5                                                              |
|                                                                   | Républicain                                                       | James Francis Gibson                                              | 6059                                                              | 6,2                                                               |
|                                                                   | Républicain                                                       | Burt Thakur                                                       | 2982                                                              | 3,0                                                               |
|                                                                   | Républicain                                                       | Ceci Truman                                                       | 1850                                                              | 1,9                                                               |
|                                                                   | Républicain                                                       | Jonathan Reiss                                                    | 1609                                                              | 1,6                                                               |

| Élection de 2022 du 25e district congressionnel de Californie | Élection de 2022 du 25e district congressionnel de Californie | Élection de 2022 du 25e district congressionnel de Californie | Élection de 2022 du 25e district congressionnel de Californie | Élection de 2022 du 25e district congressionnel de Californie |
| ------------------------------------------------------------- | ------------------------------------------------------------- | ------------------------------------------------------------- | ------------------------------------------------------------- | ------------------------------------------------------------- |
| Parti                                                         | Parti                                                         | Candidat                                                      | Votes                                                         | %                                                             |
|                                                               | Démocrate                                                     | Raul Ruiz                                                     | 87 641                                                        | 57,4                                                          |
|                                                               | Républicain                                                   | Brian Hawkins                                                 | 65 101                                                        | 42,6                                                          |
| Total des votes                                               | Total des votes                                               | Total des votes                                               | 152 742                                                       | 100%                                                          |
|                                                               | Les Démocrates conservent                                     |                                                               |                                                               |                                                               |

### 2024
La Californie a tenu sa Primaire Jungle le 5 mars 2024, selon ce système de Primaire, tous les candidats sont sur le même bulletin de vote, et les deux arrivés en tête s'affronteront le jour de l'Élection Générale, à savoir le 5 novembre 2024.
| Primaire Jungle 2024 du 25e district congressionnel de Californie | Primaire Jungle 2024 du 25e district congressionnel de Californie | Primaire Jungle 2024 du 25e district congressionnel de Californie | Primaire Jungle 2024 du 25e district congressionnel de Californie | Primaire Jungle 2024 du 25e district congressionnel de Californie |
| ----------------------------------------------------------------- | ----------------------------------------------------------------- | ----------------------------------------------------------------- | ----------------------------------------------------------------- | ----------------------------------------------------------------- |
| Parti                                                             | Parti                                                             | Candidat                                                          | Votes                                                             | %                                                                 |
|                                                                   | Démocrate                                                         | Raul Ruiz (sortant)                                               | 45 882                                                            | 45,1                                                              |
|                                                                   | Républicain                                                       | Ian Weeks                                                         | 20 992                                                            | 20,6                                                              |
|                                                                   | Républicain                                                       | Ceci Truman                                                       | 17 815                                                            | 17,5                                                              |
|                                                                   | Démocrate                                                         | Oscar Ortiz                                                       | 10 171                                                            | 10,0                                                              |
|                                                                   | Républicain                                                       | Miguel Chapa                                                      | 5856                                                              | 5,7                                                               |
|                                                                   | Indépendant                                                       | Ryan Dean Burkett                                                 | 1129                                                              | 1,1                                                               |

| Élection de 2024 du 25e district congressionnel de Californie | Élection de 2024 du 25e district congressionnel de Californie | Élection de 2024 du 25e district congressionnel de Californie | Élection de 2024 du 25e district congressionnel de Californie | Élection de 2024 du 25e district congressionnel de Californie |
| ------------------------------------------------------------- | ------------------------------------------------------------- | ------------------------------------------------------------- | ------------------------------------------------------------- | ------------------------------------------------------------- |
| Parti                                                         | Parti                                                         | Candidat                                                      | Votes                                                         | %                                                             |
|                                                               | Démocrate                                                     | Raul Ruiz (sortant)                                           | 137 837                                                       | 56,3                                                          |
|                                                               | Républicain                                                   | Ian Weeks                                                     | 107 794                                                       | 43,7                                                          |
| Total des votes                                               | Total des votes                                               | Total des votes                                               | 245 031                                                       | 100%                                                          |
|                                                               | Les Démocrates conservent                                     |                                                               |                                                               |                                                               |